# Бартфай, Тибор
Тибор Бартфай (словац. Tibor Bártfay, род. 12 мая 1922, Нитра, Чехословакия — ум. 3 октября 2015, Братислава, Словакия) — выдающийся словацкий скульптор. Одна из главных фигур в искусстве и современной скульптуре Словакии. Создавал как монументальные скульптуры, так и малые формы, работая с камнем, мрамором и последние годы с бронзой. Кроме скульптуры занимался живописью, коллажами, графикой. Народный артист Чехословакии (1982).

## Биография
Родился в семье известного скульптора Юлиуса Бартфая, которого наряду с Яном Коняреком считают родоначальником современной словацкой скульптуры. Часть детства провел в Париже во Франции, где работал и собирался остаться жить его отец, однако, опасаясь распространения фашизма в Западной Европе и, в частности, во Франции, семья вернулась в Словакию.
Первым учителем в искусстве был его отец. Учился в Академии изобразительных искусств в Будапеште у профессора Шидло Ференца, здесь на него оказал влияние неоклассицизм и творчество Ивана Мештровича. В это же время занимался спортом, в студенческие годы стал чемпионом Словакии по прыжкам в воду с десятиметровой вышки. После Будапешта в 1945—1949 гг. обучался в Праге в Академии изобразительных искусств под руководством профессора Карела Покорного. И Шидло, и Покорный оказали большое влияние на его собственный стиль.
С начала 1950-х годов жил и занимался творчеством в Братиславе.

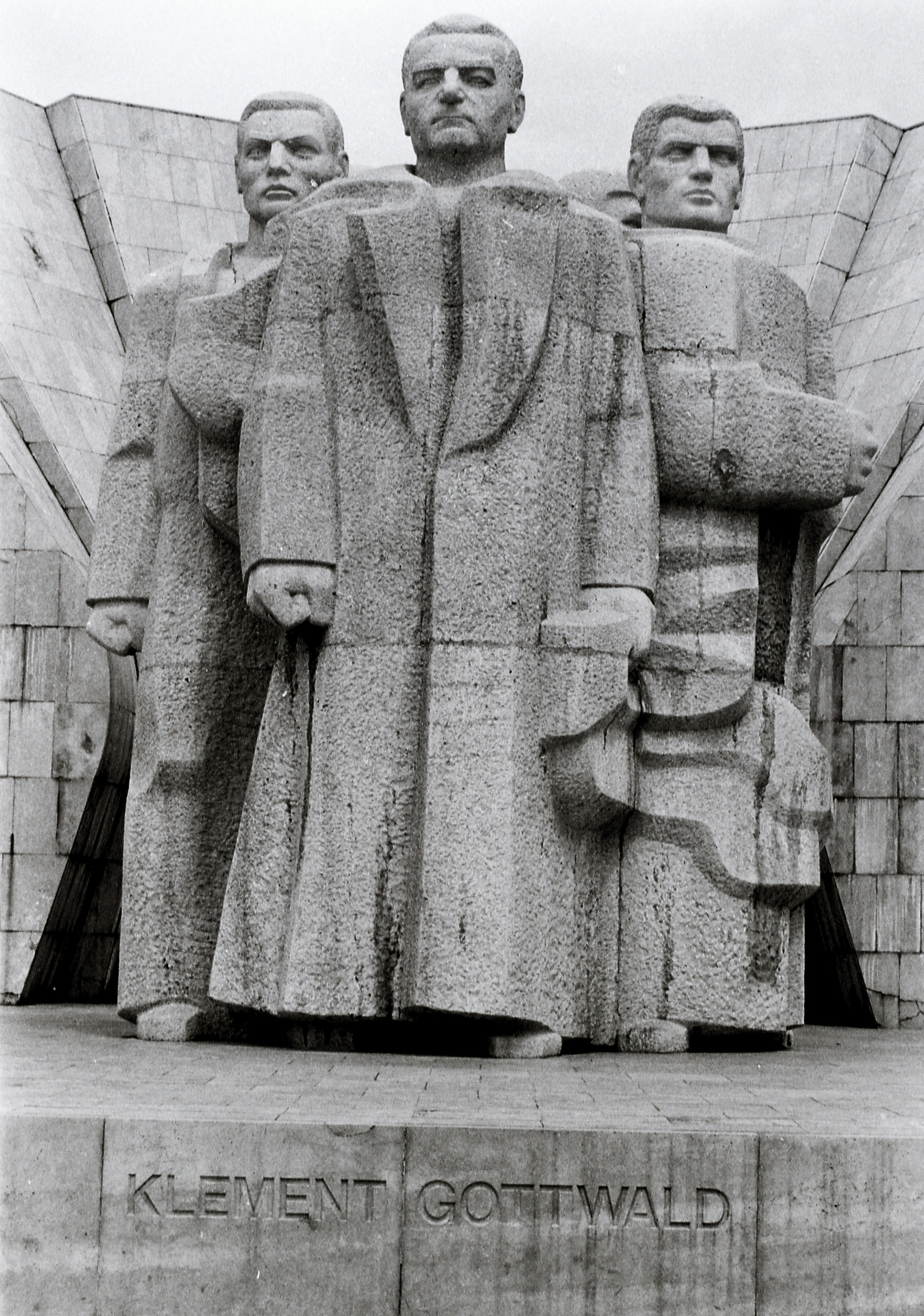
Скульптура Клемента Готвальда

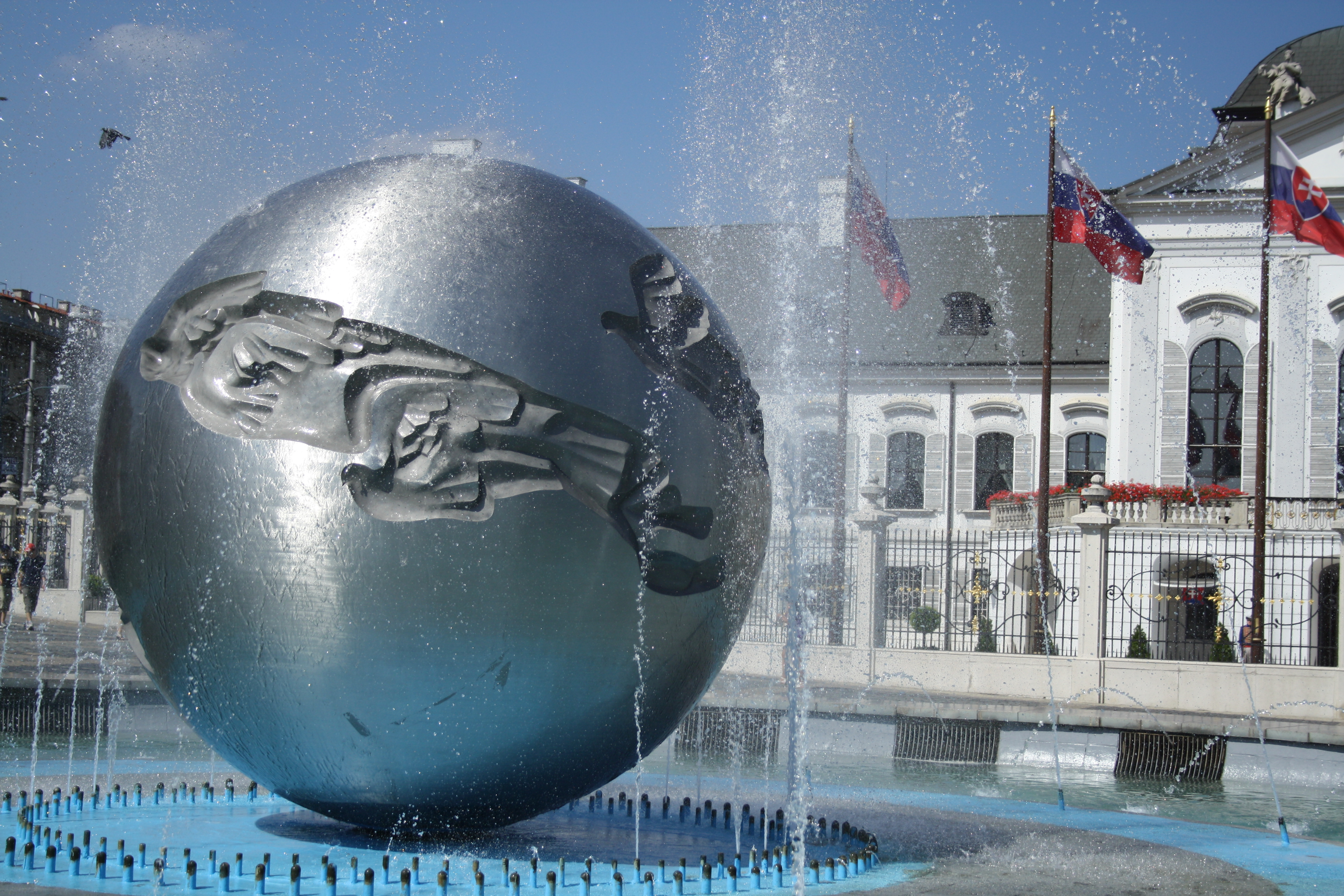
Фонтан «Земля — планета мира»

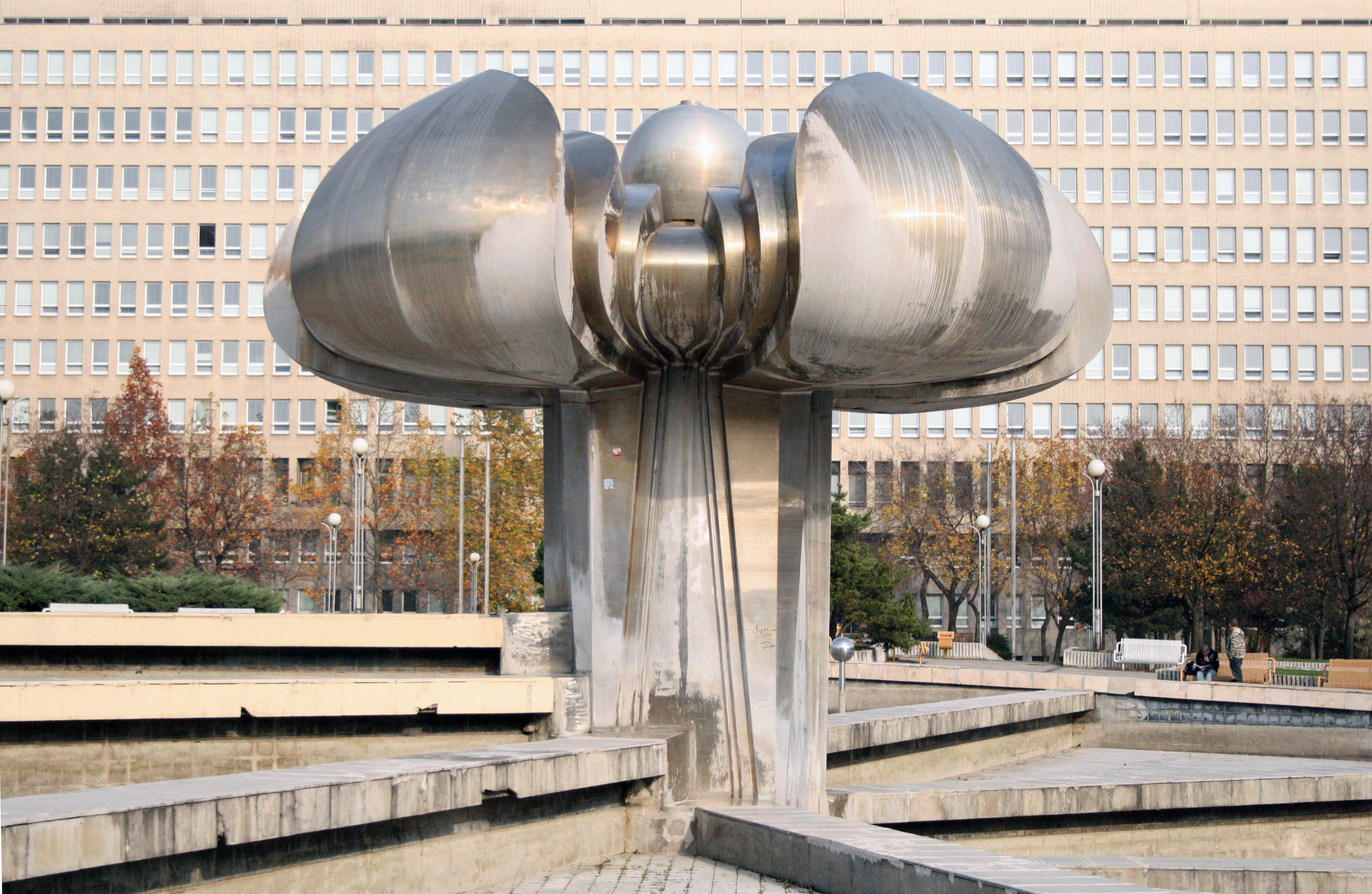
Фонтан «Дружба»

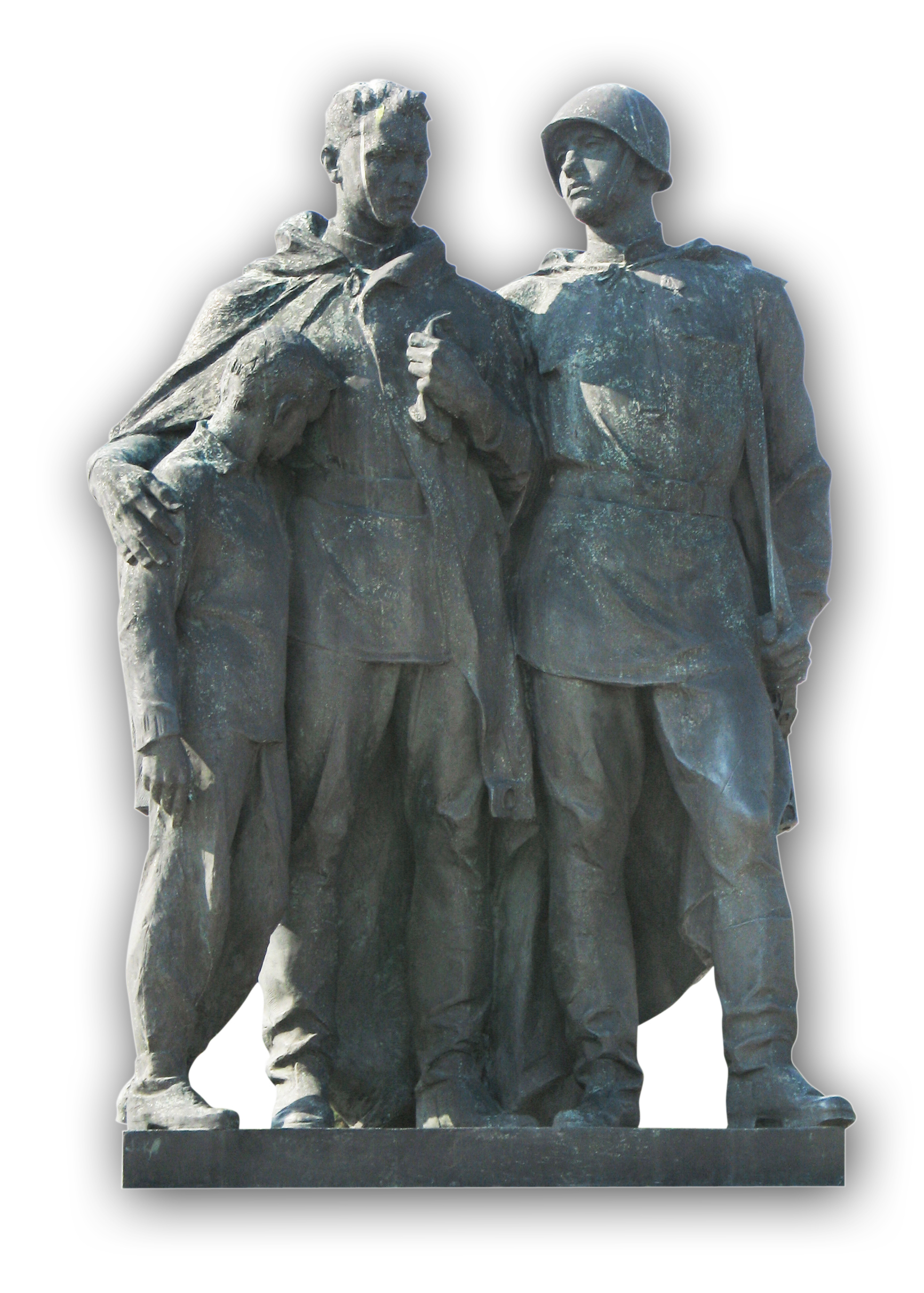
Советские воины в Славине

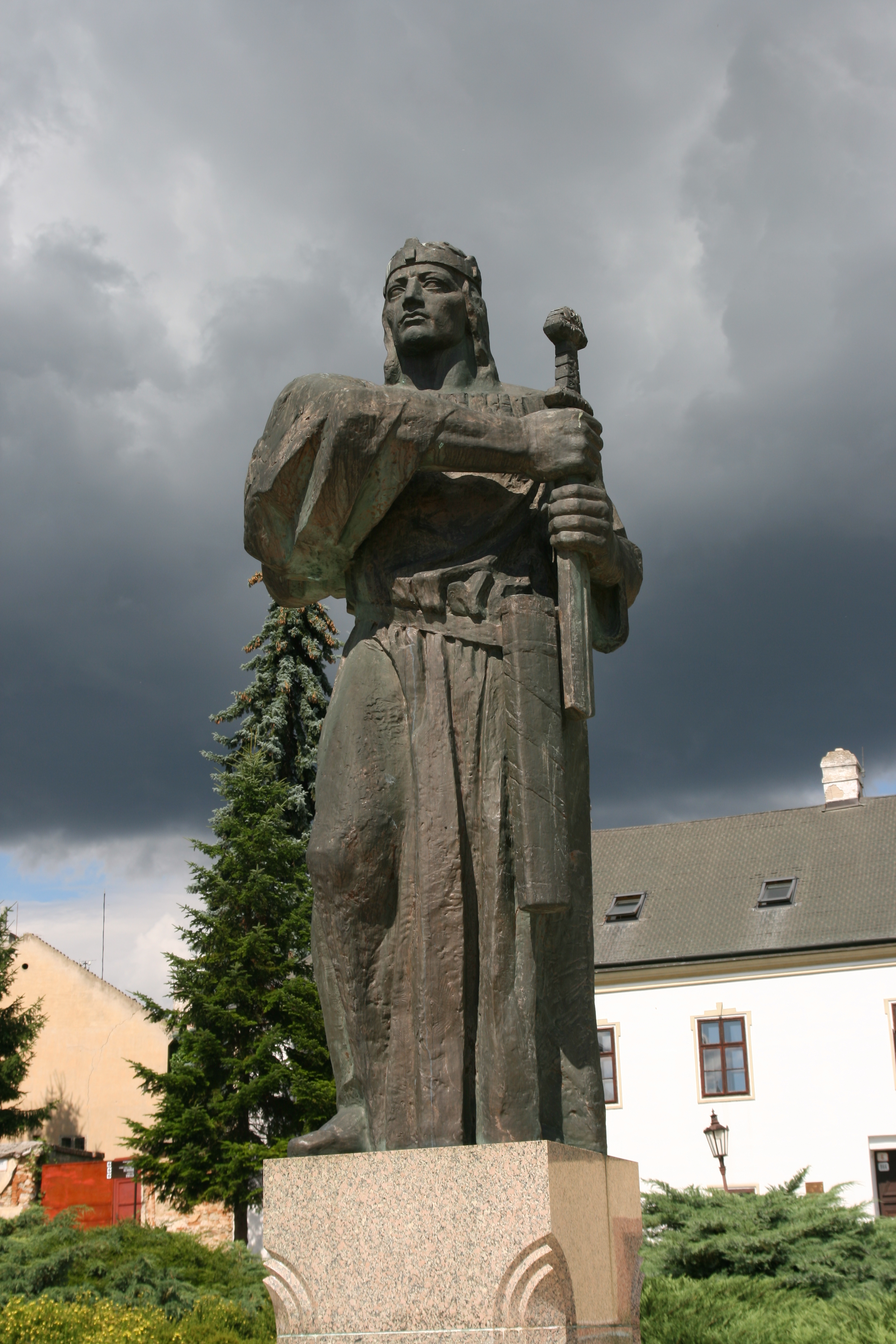
Статуя князю Прибину

Во времена социализма участвовал в создании множества образов, заслужив звание народного деятеля искусств Чехословакии. Среди них массивная скульптура первого коммунистического президента Чехословакии Клемента Готвальда, которая находилась на нынешней площади Свободы в Братиславе и была разрушена в 1990 году после бархатной революции. Также конструкция из пилонов «Шесть дней февраля» в интерьере Музея полиции Чехии в Праге.
Участвовал в реализации многих известных проектов в Братиславе, таких как: фонтан «Земля — планета мира» (1982) на площади Годжи, фонтан «Радость жизни» (1978) в президентском парке, скульптурная группа советских воинов на мемориальном комплексе на холме Славин (1960), памятник жертвам холокоста в Маутхаузене (1964-65) на кладбище «Соловьиная долина», скульптура на площади Людовита Штура (1973), самый большой в Словакии фонтан «Дружбы» на площади Свободы (1980), памятник жертвам Хиросимы (1983), памятник Николаю Копернику (1972), скульптура персонажу мифов Босорка, скульптура Марины из поэмы Андрея Сладковича на площади Шафарика, Na pamiatku umelcov в Данубиане (2008). К 200-летию сказочника Г. Х. Андерсену создал его скульптуру, которую в июне 2006 открыли на площади Гвездослава в Братиславе, где писатель останавливался в 1841 году. Скульптуры Бартфая украшали Парк культуры и отдыха.
В творчестве часто обращается к истории, от античных мифов — Прометей (1981) — до персонажей славянской — Братья из Солуни — и национальной истории, от Великой Моравии — князья Ростислав (1978), Коцел (1979), Моймир (1979), Святополк (1988), Прибина (1989) — до Матуша Чака, Людовита Штура и штуровцев. Разработал дизайн марки «1100 годовщина смерти Святополка», приуроченной к годовщине смерти Святополка I в 1994 году.
Создал первый памятник Тане Савичевой «Осталась одна Таня (Таня Савичева)» (1963), который подарил Музею истории Ленинграда. В сопроводительном письме есть такие слова:
Это дар моего сердца ленинградцам. Возьмите на память в знак моего преклонения перед мужеством ленинградцев. Не руками лепил — сердцем. Я решил, что Танечка должна возвратиться в свой родной город. Пусть она живет среди ленинградцев...
Автор скульптуры Льва Толстого, установленной в единственном за рубежами России и бывшего СССР музее Пушкина в Бродзянах.
Участвовал в создании интерьеров театра Андрея Багара в Нитре и вестибюля театра Мора Йокаи в Комарно.
За свою творческую жизнь создал более 35 памятников, свыше 2200 статуй и скульптур, более 600 скульптурных портретов, несколько памятных медалей и рельефов. Его работы привлекали внимание на выставках на родине и за рубежом, например во Франции, Германии, России, Японии и США.

## Семья
- Жена — Данута Бартфайова (словац. Danuta Bartfayová)
- Дочь — Галина Бартфайова (словац. Halina Bartfayová)

## Награды и премии
- 19?? — Государственная премии имени Клемента Готвальда[словац.]
- 1973 — Премия Циприана Майерника[словац.] (словац. Cena Cypriána Majerníka)[5]
- 1982 — Народный деятель искусств Чехословакии[словац.]
- 1985 — Премия ЮНЕСКО
- 1986 — Медаль Всемирного совета мира (за человечный подход к жизни)
- 1997 — Включён в список наиболее важных персон мировой культуры и искусства
- 2001 — Премия Хрустальное крыло за жизненные достижения
- 2002 — На 70-летие получил Крест президента Словацкой Республики I степени (словац. Kríž prezidenta SR I. stupňa)
- 2014 — Медаль Президента Словацкой Республики[16]

## Галерея

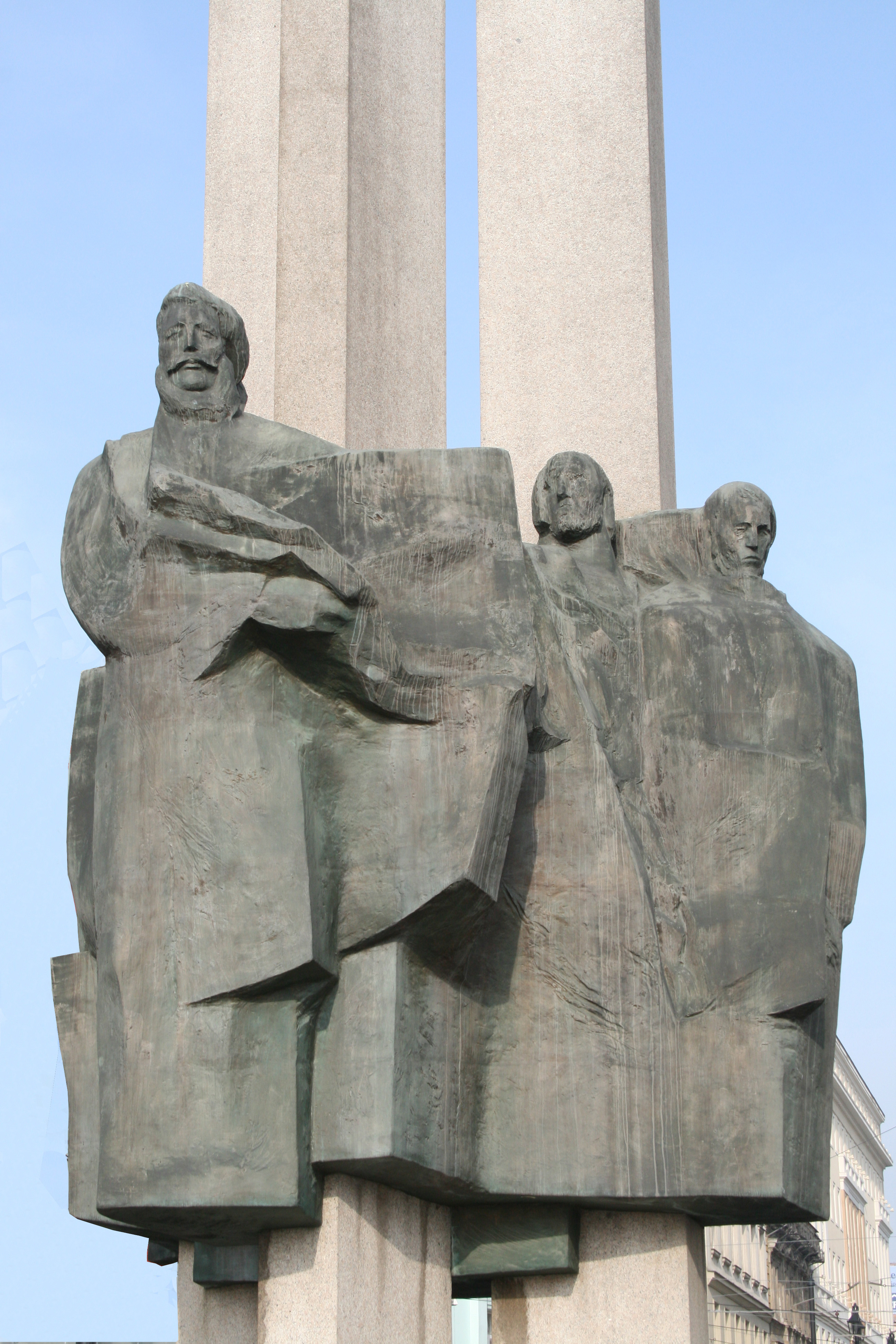
Людовит Штур
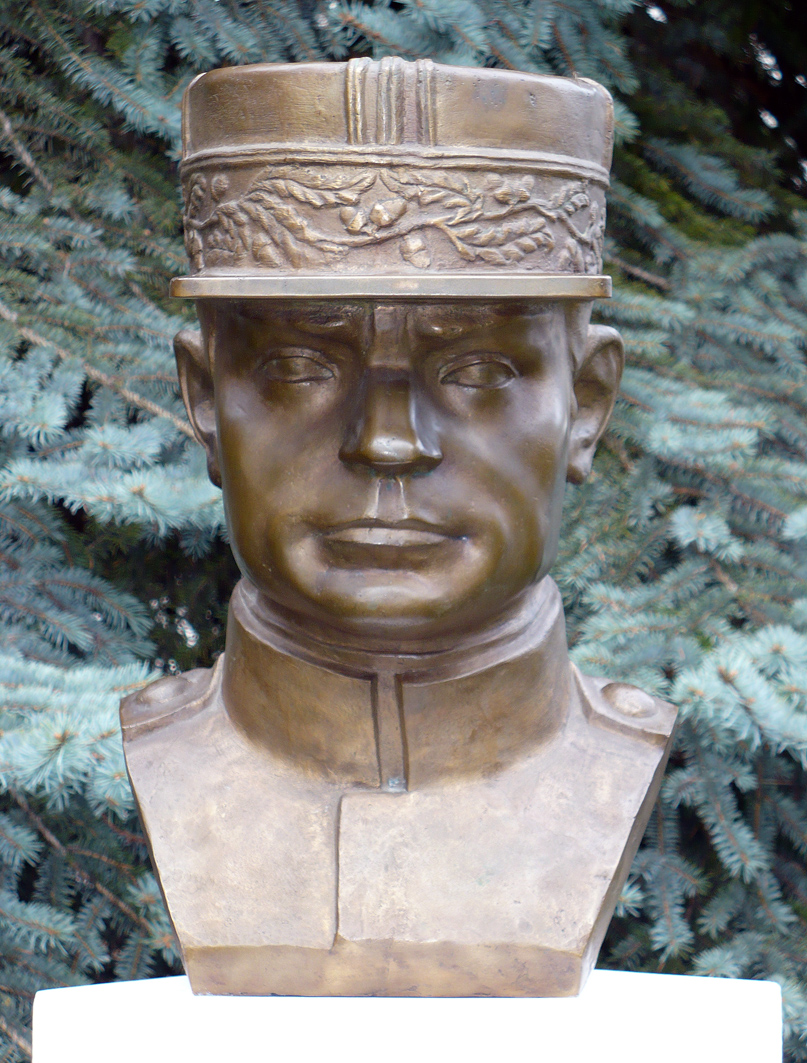
Бюст Милана Штефаника
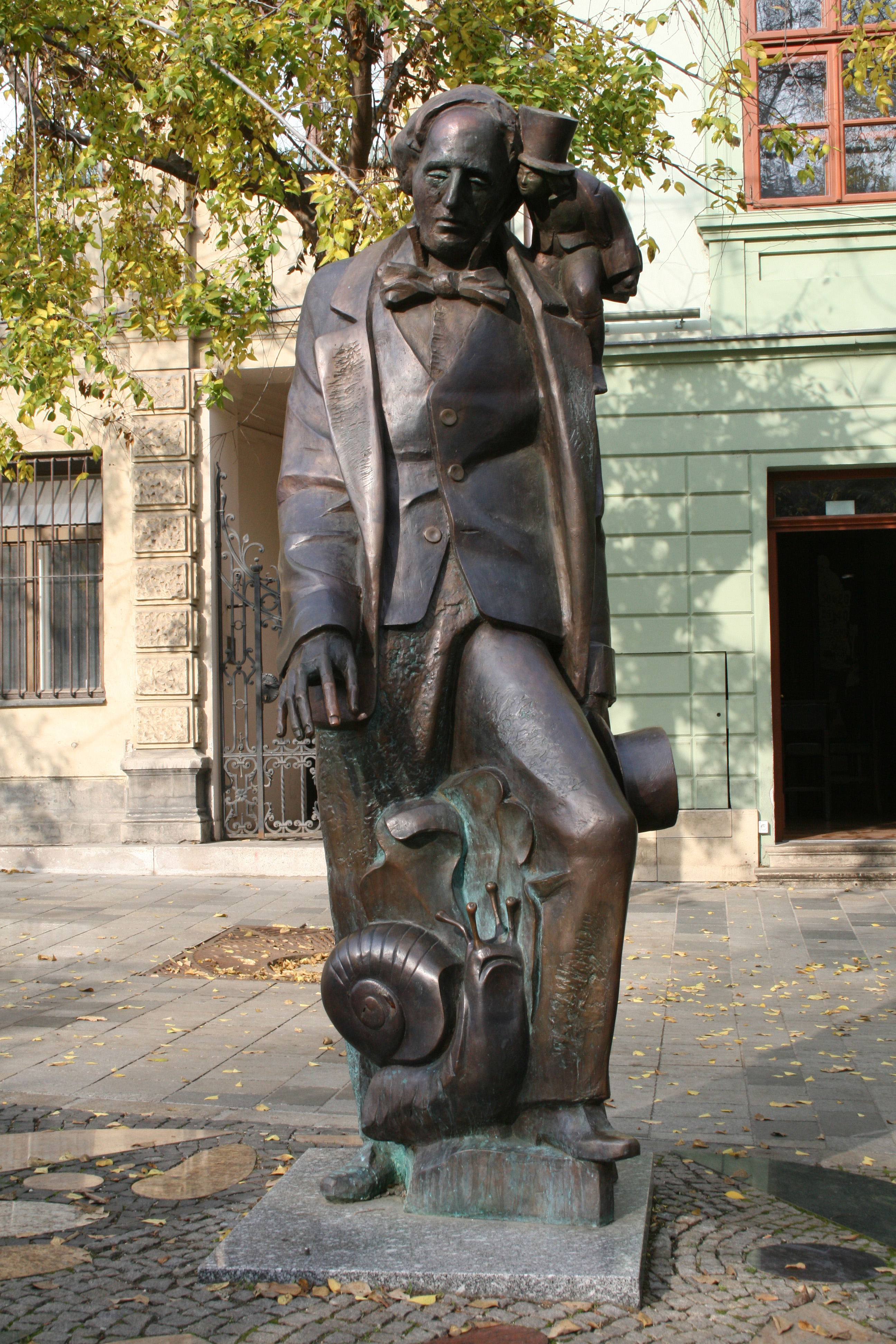
Сказочник Г. Х. Андерсен
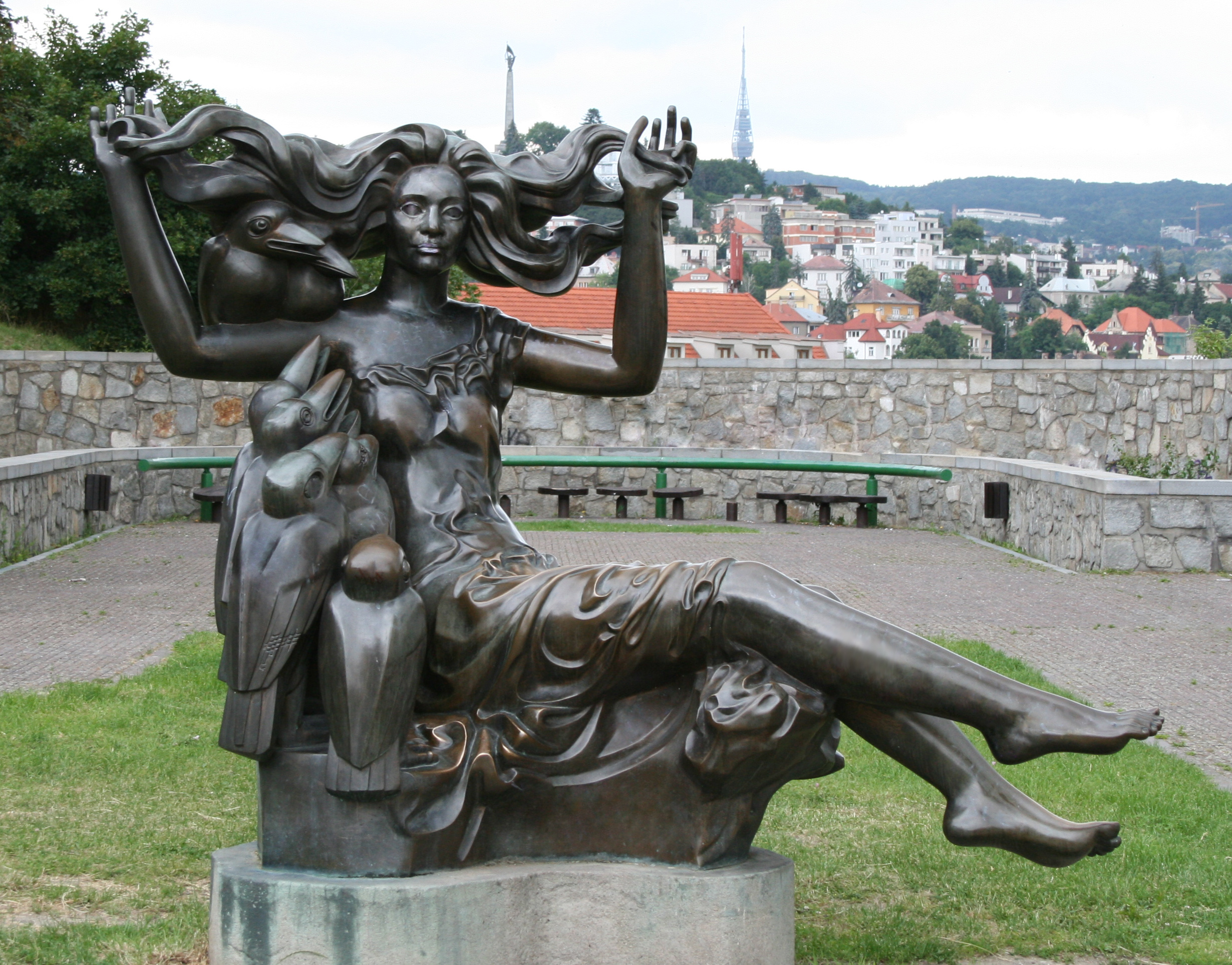
Босорка
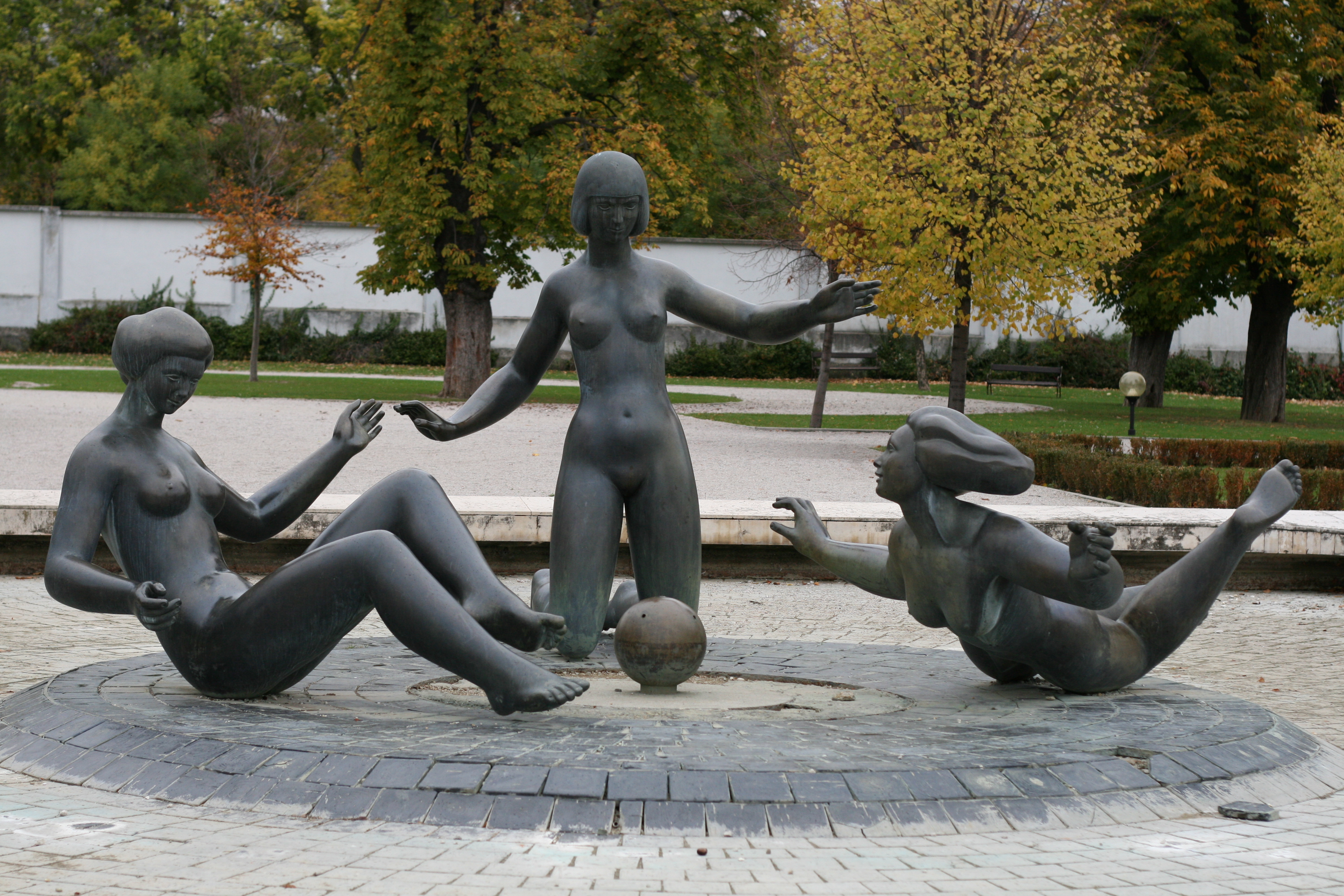
Фонтан «Радость»
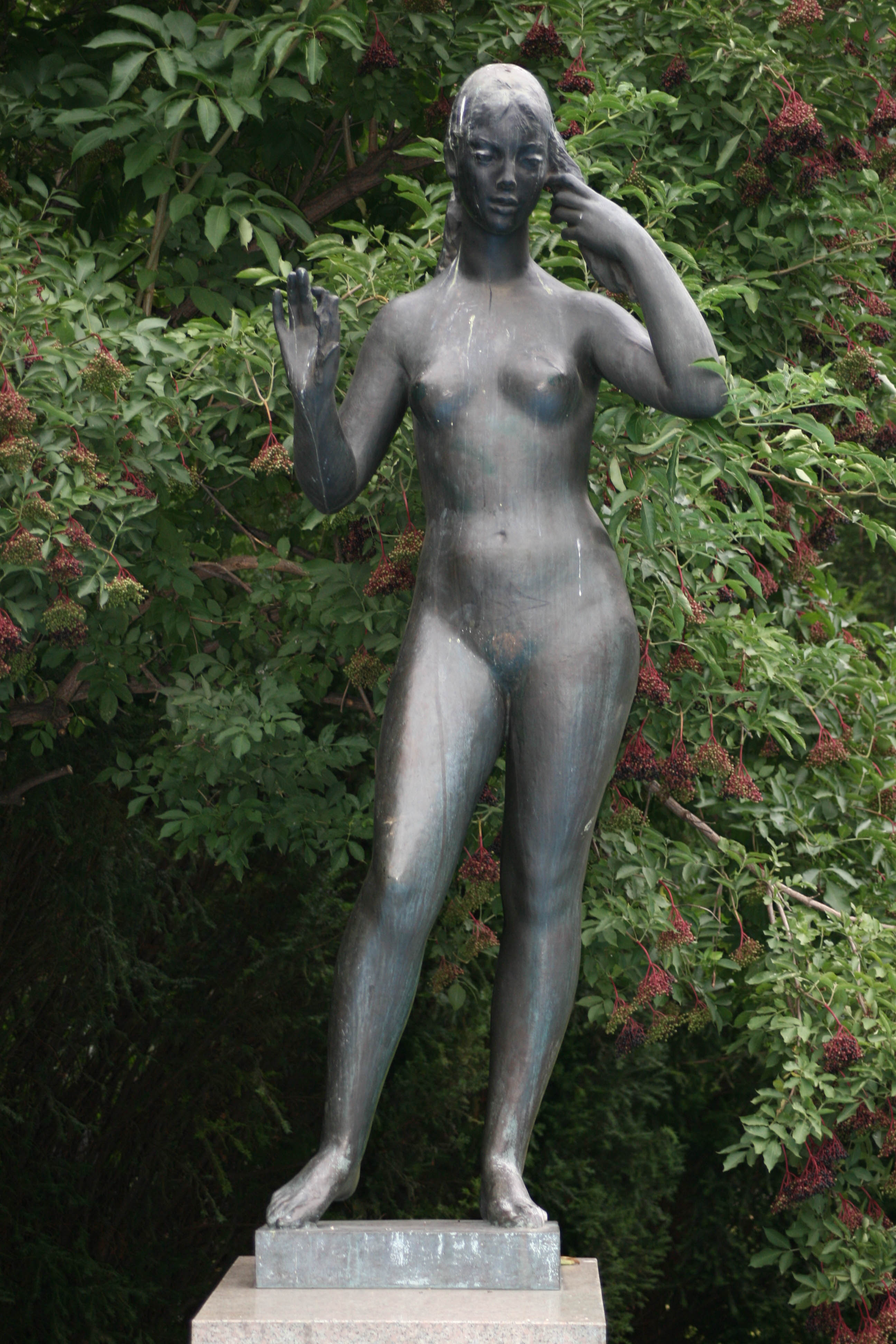
Марина из поэмы А. Сладковича